# شهرداری آستارا
شهرداری آستارا یک سازمان نیمه دولتی است که در سال ۱۲۸۷ هجری شمسی تأسیس شده و اداره شهر آستارا را بر عهده دارد. شهرداری آستارا یکی از اولین نهادهای شهرداری در ایران است که در نتیجه جنبش مشروطه‌خواهی و پس از شهرهایی چون تهران، تبریز و اصفهان به وجود آمد. بالاترین مقام این سازمان، شهردار است که توسط شورای اسلامی شهر آستارا تعیین می‌شود. میثم الوان پور از ۱۹ اسفندماه ۱۴۰۰ به عنوان شانزدهمین شهردار آستارا فعالیت را بر عهده دارد.
در سال ۱۳۹۵ شهرداری آستارا رتبه نخست شهرداری‌های استان گیلان در اجرای طرح تفکیک زباله از مبدأ را در اختیار داشت ؛ با این حال معضل مدیریت پسماند به‌خصوص پساب شهری و دفن زباله از چالش‌های اساسی شهرداری آستارا در مدیریت شهری است. آستارا به علت واقع شدن در کریدور عبور گردشگران جزو  چهار شهر گردشگرپذیر استان گیلان است که به لحاظ موقعیت مرزی، مورد توجه گردشگران داخلی و خارجی میباشد که با معضل زباله تولیدی توسط گردشگران نیز روبروست به نحوی که میزان تولید زباله در آستارا در ایام پرمسافر به دو برابر میزان فعلی نیز افزایش می‌یابد. مسئله فاضلاب شهری نیز به گفته غلامرضا مرحبا نماینده آستارا با انجام مطالعات بد در گذشته، اکنون به یکی از معضلات زیست‌محیطی منطقه تبدیل شده و حل این معضل نیازمند اعتبارات ملی است.

## پیشینه
شهرداری آستارا برای اولین بار در سال ۱۲۸۷ شمسی از سوی عده‌ای از فرهیختگان و بزرگان شهر با هدف حمایت از اهالی آستارا و ایجاد امکانات رفاهی و خدمات نوین به سبک شهرهای مدرن دنیا تحت نظر حکومت وقت به شکل انجمنی به نام «انجمن ولایتی، فرهنگی و بلدی» ایجاد شد.
دومین دوره فعالیت شهرداری در آستارا از سال ۱۳۰۱ شمسی با تصویب قانون بلدیه در مجلس ملی شروع شد. از مهم‌ترین اتفاقات این دوره می‌توان احداث اولین خیابان‌های آستارا به سبک امروزی و ایجاد پارک و خرید دستگاه موتور برق و ایجاد تأسیسات مربوط به تأمین و اداره شهر اشاره نمود.
سال ۱۳۱۱ شمسی آغاز سومین دوره شهرداری آستارا به حساب می‌آید که توسط دولت و انجمن بلدیه اداره می‌شد که مهم‌ترین وقایع این دوره شهرداری پایه‌گذاری اولین سری از قوانین و مقررات شهری و رونق چشمگیر فعالیت‌های شهرداری را می‌توان نام برد. همچنین در این دوره و به سال ۱۳۲۹ اولین «انجمن شهر آستارا» به صورت مستقل تشکیل و شهرداری از بخشداری مجزا شد و اولین شهردار رسمی آستارا به نام جلیل حسینی انتخاب گردید. از وقایع ناگوار این دوره از شهرداری، می‌توان به از بین رفتن تجهیزات و امکانات شهری در شهریور ۱۳۲۰ اشاره نمود.

## ساختار سازمانی
- واحد آتش‌نشانی
- واحد امور اداری
- واحد امور مالی
- واحد انبار و اموال
- واحد بایگانی
- واحد تاکسی‌رانی
- واحد تلفن‌خانه
- واحد حراست
- واحد حقوقی
- واحد خدمات شهری
- واحد درآمد
- واحد ذی‌حسابی
- واحد روابط عمومی
- واحد ساختمان و شهرسازی
- واحد سد معبر
- واحد عمران
- واحد فضای سبز
- واحد کامپیوتر
- واحد ماشین‌آلات
- واحد ماشین‌نویسی
- واحد مدیریت پسماند
- واحد نوسازی[۱۴]

علی کوهی از اردیبهشت ۱۳۸۶ به صورت مداوم شهردار آستارا بود. استیضاح کوهی در اردیبهشت ۱۳۹۵ رأی نیاورد.

## بودجه سازمان
بودجه شهرداری آستارا در سال ۱۳۹۳، ۱۱۷ میلیارد ریال بوده و با افزایش درآمدهای شهرداری، در سال ۱۳۹۴ به ۱۷۰ میلیارد ریال و در سال ۱۴۰۱ به ۵۸۰ میلیارد ریال افزایش یافته‌است که ٪۴۰ از آن به فعالیت‌های عمرانی اختصاص دارد. بودجه شهرداری آستارا برای سال ۱۴۰۳ بیش از ۲۸۸ میلیارد تومان است که از این بودجه ۵۰ درصد صرف امور عمرانی و ۵۰ درصد نیز صرف مسائل جاری شهرداری خواهد شد

## فهرست شهرداران قبلی آستارا
فهرست شهرداران قبلی آستارا به صورت زیر است:
| ترتیب               | شهردار             | تاریخ شروع       | تاریخ پایان      | مدت خدمت       | توضیح                                       |
| ------------------- | ------------------ | ---------------- | ---------------- | -------------- | ------------------------------------------- |
| دولت علیّه ایران     |                    |                  |                  |                |                                             |
| -                   | -                  | ۱۲۸۷             | ۱۳۰۴             | -              | اداره شهر توسط انجمن ولایتی                 |
| دولت شاهنشاهی ایران |                    |                  |                  |                |                                             |
| -                   | میرزا پاشا بهزادی  | ۱۳۰۴             | ۱۳۱۱             | ۷ سال          | اداره بلدیه زیر نظر بخشداری                 |
| -                   | میرزا پاشا بهزادی  | ۱۳۱۱             | ۳ شهریور ۱۳۲۰    | ۹ سال          | ایجاد سازمان شهرداری در زیرمجموعه بخشداری   |
| -                   | -                  | ۳ شهریور ۱۳۲۰    | ۲۶ شهریور ۱۳۲۴   | -              | اشغال شهر توسط متفقین                       |
| -                   | -                  | ۴ آذر ۱۳۲۴       | ۲۵ آذر ۱۳۲۵      | -              | اشغال شهر توسط فرقه دموکرات                 |
| -                   | -                  | ۲۶ آذر ۱۳۲۵      |                  |                | برقراری حکومت نظامی پس از آزادی از اشغال    |
| ۱                   | جلیل حسینی         | ۱۳۲۹             | ۱۳۳۸             | ۷ سال          | ایجاد انجمن شهر آستارا و تعیین اولین شهردار |
| ۲                   | حسین‌علی رزاقی      | ۱۳۳۸             | ۱۳۳۹             | ۱ سال          |                                             |
| ۳                   | حمید مجتهدی        | ۱۳۳۹             | ۱۳۴۱             | ۲ سال          |                                             |
| ۴                   | جلیل حسینی         | ۱۳۴۱             | ۱۳۴۷             | ۵ سال          | دومین بار                                   |
| ۵                   | عطاءالله محمدی‌نژاد | ۱۳۴۷             | ۱۳۴۷             | ۳ ماه          |                                             |
| ۶                   | یعقوب جوان مولایی  | ۱۳۴۷             | ۱۳۵۱             | ۴ سال          |                                             |
| ۷                   | جلیل حسینی         | ۱۳۵۱             | بهمن ۱۳۵۷        | ۶ سال          | سومین بار                                   |
| جمهوری اسلامی ایران |                    |                  |                  |                |                                             |
| ۸                   | اسماعیل آهنی       | بهمن ۱۳۵۷        | اردیبهشت ۱۳۵۸    | ۳ ماه          | نماینده مجلس دوم از حوزه انتخابیه آستارا    |
| ۹                   | حسین سلطانی        | اردیبهشت ۱۳۵۸    | آذر ۱۳۵۸         | ۷ ماه          |                                             |
| ۱۰                  | حسن زحمتکش         | آذر ۱۳۵۸         | اردیبهشت ۱۳۵۹    | ۵ ماه          | نماینده مجلس ششم از حوزه انتخابیه آستارا    |
| ۱۱                  | جواد عسگرزاده      | اردیبهشت ۱۳۵۹    | ۱۳۶۲             | ۲ سال          |                                             |
| ۱۲                  | بهلول عباداللهی    | ۱۳۶۲             | ۱۳۶۴             | ۲ سال          |                                             |
| ۱۳                  | عبدالله فغفوریان   | ۱۳۶۴             | ۱۳۶۵             | ۱ سال          |                                             |
| ۱۴                  | فرهاد کرمی         | ۱۳۶۵             | ۱۳۶۹             | ۳ سال و ؟ ماه  |                                             |
| ۱۵                  | اروج‌علی کوهی       | ۱۳۷۰             | ۱۳۷۲             | ۲ سال          |                                             |
| ۱۶                  | جواد نگهبان        | ۱۳۷۲             | ۱۳۷۴             | ۱ سال و ؟ ماه  |                                             |
| ۱۷                  | اسد اکرامی         | ۱۳۷۴             | ۱۳۷۶             | ۱ سال و ؟ ماه  |                                             |
| ۱۸                  | منوچهر باقری       | ۱۳۷۶             | ۱۱ مرداد ۱۳۸۰    | ۳ سال و ؟ ماه  | مدیر کل دفتر بازرسی استانداری گیلان شد.     |
| ۱۹                  | هوشنگ ایمانی‌فرد    | مرداد ۱۳۸۰       | خرداد ۱۳۸۴       | ۳ سال و ۹ ماه  | در حین تصدی شهرداری، درگذشت.                |
| ۲۰                  | هوشنگ عباسقلی‌زاده  | ۲۱ خرداد ۱۳۸۴    | ۷ اسفند ۱۳۸۵     | ۱ سال و ۸ ماه  | توسط شورای شهر استیضاح شده و برکنار شد      |
| -                   | اروج‌علی کوهی       | ۷ اسفند ۱۳۸۵     | ۱۸ اردیبهشت ۱۳۸۶ | ۲ ماه          | سرپرست                                      |
| ۲۱                  | اروج‌علی کوهی       | ۱۹ اردیبهشت ۱۳۸۶ | ۴ شهریور ۱۳۹۶    | ۱۰ سال و ۳ ماه | دومین بار                                   |
| -                   | جواد معیتی         | ۴ شهریور ۱۳۹۶    | ۱۵ شهریور ۱۳۹۶   | ۱۱ روز         | سرپرست                                      |
| ۲۲                  | جواد معیتی         | ۱۵ شهریور ۱۳۹۶   | ۲۰ مرداد ۱۴۰۰    | ۴ سال          | شهردار                                      |
| ۲۳                  | میثم الوان پور     | ۱۹ اسفند ۱۴۰۰    | تاکنون           |                | شهردار                                      |

## دیپلماسی شهری
در جهان معاصر یکی از راه‌های تقریب فرهنگ، یافتن مشابهت‌های فرهنگی و به دنبال آن مبادلات فرهنگی و مردمی است. این مقوله از ظرفیت و استعدادهای فراوانی برای توسعه، پیشرفت و ساختن جهانی عاری از خشونت و ترویج صلح و دوستی و رعایت حقوق شهروندی برای همه انسان‌ها در اقصی نقاط جهان برخودار است. دیپلماسی یا روابط شهری میان شهرهای مختلف کشورها که از آن به عنوان «خواهرخواندگی» نیز یاد می‌شود، از نظر توجه به آداب و سنن و فرهنگ عمومی مردم از چنان ویژگی واهمیتی برخوردار است که برای دستیابی هرچه بیشتر به این مهم، فرهنگ و آداب دیپلماتیک نیز با آن همراه شده‌است. اولین پیمان خواهرخواندگی در سال ۱۹۲۰ میان یکی از شهرهای انگلیس و فرانسه منعقد شد. هدف از خواهرخواندگی میان شهرها، اتحاد و اتفاق میان شهروندانی است که اهداف و منافع مشترک فرهنگی، علمی، تخصصی، فنی و تکنولوژیک را دنبال می‌کنند. یکی از الزامات خواهرخواندگی، تشابهات فرهنگی، علمی، تاریخی یا وجود سمبل‌های مشترک است.
نخستین پیمان خواهرخواندگی شهر آستارا، در سال ۱۳۸۹ میان آستارا و بانه در محل شهرداری آستارا منعقد گردید. همچنین آمادگی شهر آستارا برای خواهرخواندگی با شهر آستارای جمهوری آذربایجان اعلام شده‌است.

### فهرست شهرهای خواهرخوانده
| کشور  | نام شهر خواهرخوانده | تاریخ خواهرخواندگی |
| ----- | ------------------- | ------------------ |
| ایران | بانه                | ۱۴ مرداد ۱۳۸۹      |